# Universidad de la ciudad de Hong Kong
La Universidad de la Ciudad de Hong Kong, (City University of Hong Kong) fue fundada en 1984 bajo el nombre de City Polytechnic of Hong Kong, convirtiéndose en universidad en 1994. 
La Universidad de la Ciudad de Hong Kong está organizada en tres colegios y cuatro escuelas, incluyendo el Colegio de Negocios, Colegio de Artes Liberales y Ciencias Sociales, Colegio de Ciencias e Ingeniería, Escuela de Medios Creativos, Escuela de Energía y Medio Ambiente, Facultad de Derecho y Escuela de Medicina Veterinaria. Ofrece más de 50 programas de licenciatura a través de sus colegios y escuelas constituyentes. También ofrece programas de doble titulación con universidades de renombre mundial como la Universidad de Columbia. Los programas de grado de posgrado son ofrecidos por la Escuela Chow Yei Ching de Estudios Graduados.
La Universidad de la ciudad de Hong Kong es reconocida a nivel mundial como un centro superior de la enseñanza superior y la investigación. CityU ocupa el puesto # 55 en el mundo en el QS World University Rankings. En particular, el Colegio de Negocios es bien considerado por su investigación de vanguardia. Está clasificado # 57 en el mundo y # 2 en Asia por el News & World Report de Estados Unidos. También ocupa el puesto # 33 en el mundo y # 2 en Asia en la clasificación de la UTD Top 100 Business School Research.

## Ubicación
Situada en un campus relativamente céntrico de 16 hectáreas en los nuevos territorios de Hong Kong, en la zona de Kowloon Tong, cuenta con 2 residencias estudiantiles, Kowloon Tong y Ma On Shan, acceso de metro y tren.

## Carreras y estudiantes
La universidad cuenta con más de 80.000 graduados (desde 1984), dictando 100 diferentes carreras de estudio en tiempo completo, y 86 a tiempo parcial, cubriendo carreras de grado y posgrado (maestrías y doctorados).
Los cursos se dictan en su totalidad en inglés. La mayor parte de los estudiantes es de Hong Kong, contando también con apoyo para estudiantes extranjeros, y especial apoyo para los programas de estudiantes de China continental.
- Datos: Q787360
- Multimedia: City University of Hong Kong / Q787360

## Ranking y reputación
CityU se ubica en el número 55 del Ranking de universidades mundiales de Quacquarelli Symonds (QS) (2016-17) y el número 7 entre las mejores universidades de Asia en el QS Asian University Rankings (2016), seguido por The Chinese University of Hong Kong (CUHK). Además, se clasificó como la número 4 en el mundo en el ranking QS de las universidades con menos de 50 años (2015).
En el Ranking Académico de Universidades del Mundo por la Universidad de Shanghái Jiao Tong (2015), CityU es la N.º 27 en el área de Ingeniería / Tecnología e Informática; N.º 45 en el apartado de informática y N º 22 en el apartado de las matemáticas. [32]
En el ranking "US News Best Global Universities for Engineering", CityU se colocan el Top 10 en el mundo y la mejor en Hong Kong.
Según el QS World University Rankings por materia, en lingüística se ha clasificado entre las 50 universidades superiores durante seis años consecutivos (de 2011 a 2016), y ha sido ubicada la número 29 en 2016.
El CityU College of Business es altamente reconocido en Hong Kong e internacionalmente, y está acreditada por la " Association to Advance Collegiate Schools of Business " (AACSB) y el Sistema Europeo de Mejora de la Calidad (EQUIS). Por otra parte, en el "US News Best Global Universities for Business" (2015), la universidad de negocio de CityU está clasificada n.º 2 en Asia y n.º 57 en el mundo. En el Top 100 de la UTD Business School Research Ranking, el Colegio de Negocios ocupa el puesto N.º 2 en Asia y N.º 33 en el mundo. 
Según el Times Higher Education Supplement (THES) World University Rankings (2017), CityU ocupa el puesto número 119 en el mundo.